# Jim Roberts (hockeista su ghiaccio 1940)
James Wilfred Roberts (Toronto, 9 aprile 1940 – St. Louis, 23 ottobre 2015) è stato un allenatore di hockey su ghiaccio e hockeista su ghiaccio canadese che nel corso della carriera militò e allenò nella National Hockey League vincendo con i Montreal Canadiens cinque Stanley Cup.

## Carriera

### Giocatore
Roberts giocò a livello giovanile nella Ontario Hockey Association con i Peterborough Petes, formazione allora guidata da Scotty Bowman, allenatore che avrebbe ritrovato diversi anni più tardi sulla panchina dei Canadiens. Nel 1960 entrò nel mondo professionistico partendo dalla EPHL giocando per un totale di tre stagioni con i Montreal Royals e gli Hull-Ottawa Canadiens, entrambe formazioni affiliate alla franchigia di Montréal.
Il suo esordio in NHL giunse nel corso della stagione 1963-64 con 15 partite disputate, mentre per la maggior parte della stagione giocò in AHL con i Cleveland Barons, i Quebec Aces e in CHL con gli Omaha Knights. A partire dalla stagione successiva trovò invece un posto da titolare in NHL e vinse la prima delle cinque Stanley Cup della propria carriera.
Dopo aver vinto una seconda volta il titolo nella stagione 1965-66 Roberts si ritrovò senza squadra e in occasione dell'NHL Expansion Draft del 1967 fu una delle prime scelte effettuate dai St. Louis Blues, una delle nuove franchigie iscritte alla NHL. Con i Blues cambiò ruolo in campo trovando maggior spazio in attacco nella veste di ala destra e venne scelto per giocare due All-Star Game consecutivi. Nelle prime tre stagioni della loro storia i Blues raggiunsero la finale della Stanley Cup ma furono sempre sconfitti.
Nel dicembre del 1971, dopo essere stato per pochi mesi capitano della squadra, venne coinvolto in uno scambio di giocatori che lo riportò a vestire la maglia dei Canadiens. Ritrovati diversi compagni di squadra durante la sua prima esperienza Roberts, fra i più esperti nella rosa, tornò a giocare esclusivamente in difesa. Nelle sei stagioni successive vinse altre tre Stanley Cup, per poi concludere la carriera da giocatore al termine della stagione 1977-1978 ancora con i Blues.

### Allenatore
Dopo un anno di inattività Roberts nel 1979 intraprese la carriera da allenatore entrando a far parte dello staff dei Buffalo Sabres per i successivi cinque anni; nel corso della stagione 1981-82 fu capo allenatore ad interim della squadra andando a sostituire Roger Neilson. Lasciati i Sabres per tre stagioni fu invece fra gli assistenti allenatori dei Pittsburgh Penguins.
Roberts si trasferì in AHL presso gli Springfield Indians e nel corso di tre stagioni riuscì a vincere due Calder Cup consecutive, oltre a un Louis A. R. Pieri Memorial Award, premio riservato al miglior allenatore della lega. Negli anni successivi tornò per una stagione in NHL con gli Hartford Whalers e poi ancora in AHL con i Worcester IceCats.
Concluse la propria carriera da allenatore nella stessa squadra con cui concluse quella da giocatore, i St. Louis Blues. Dopo essere stato per nove partite allenatore ad interim nella stagione 1996-97 mantenne il ruolo di assistente fino alla conclusione del campionato 2001-02. Robert si ritirò e morì nell'ottobre del 2015 proprio a St. Louis a causa di un cancro.

## Palmarès

### Giocatore

#### Club
- Stanley Cup: 5

Montréal: 1964-1965, 1965-1966, 1972-1973, 1975-1976, 1976-1977

#### Individuale
- NHL All-Star Game: 3

1965, 1969, 1970

### Allenatore

#### Club
- Calder Cup: 2

Springfield: 1989-1990, 1990-1991

#### Individuale
- Louis A. R. Pieri Memorial Award: 1

1989-1990